# ماکسیدا ماراک
ماکسیدا ماراک (انگلیسی: Maxida Märak؛ زادهٔ ۱۷ سپتامبر ۱۹۸۸) خواننده هیپ هاپ، فعال حقوق بشر موسیقی‌دان و بازیگر سوئدی است. علاقه ویژه او در فعالیت‌های حقوق بشری حمایت از حقوق مردم سامی (اسکاندیناوی) است، همچنین در سال ۲۰۱۴، او در نمایش کولی‌ها SVT همراه با گروه Aki و کینگ فاری شرکت کرد. در تئاتر رادیویی «خاطرات رادیو سوئد از گالوک» نقش او را می‌توان به عنوان یک بازیگر و همچنین تهیه‌کننده موسیقی دید. او همراه با خواهرش میمی ماراک به تور کنسرت «ترانه کوه و سایر داستان‌ها» پیوست، ماراک برای جام جهانی اسکی ۲۰۱۵ آهنگ جام جهانی «عشق همیشه ماندگار» را همراه با گروه موسیقی ماندو دیائو اجرا کرد.
او در فیلم «سلام میسانگرتیاسک» اثر مارتینا هاگ بازی کرد، و همچنین با تئاتر کولی ژیرون برنامه اجرا نمود. ماراک در ۳۰ ژوئیه ۲۰۱۵ قسمتی از برنامه تابستانی آی‌پی۱ را از رادیو اسوریگس اجرا کرد.
او در سال ۲۰۱۶ نقش اولینا گئاتکی، شاعره و فعال سامی را در سریال سوئدی-فرانسوی میدنوتاسول (معروف به خورشید نیمه شب در روز قطبی) را اجرا کرد.
او در «اینان»، آهنگی از گروه کانادایی EDM/هیپ هاپ که قبیله‌ای بنام قرمز است را از آلبوم خود با نام ما ملت هالوسی هستیم ارائه کرد.

## دیسکوگرافی

### آلبوم‌های استودیویی
- ۲۰۱۴: آهنگ‌های کوهستانی و داستان‌های دیگر (با گروه دانهیل بلوگراس)
- ۲۰۱۹: اتوپیا[۸]

### ای پی‌ها
- ۲۰۱۶:شماره۱[۹]
- ۲۰۱۷: شماره ۵[۱۰]
- ۲۰۱۹: اسکارها[۱۱]
- ۲۰۲۱: خیلی بهتر ۲۰۲۱ - تفسیرها[۱۲]